# Giennadij Kabasin
Giennadij Siergiejewicz Kabasin (ros. Геннадий Сергеевич Кабасин, ur. 24 lipca 1937 w sowchozie "Uljanowski" w rejonie sałtykowskim w obwodzie saratowskim, zm. 15 maja 2016) – radziecki polityk.

## Życiorys
Początkowo był sekretarzem technicznym szkoły mechanizacji gospodarki rolnej we wsi Jelań w obwodzie saratowskim, później pracował w sowchozie, w latach 1955-1960 studiował w Instytucie Weterynaryjnym w Woroneżu, następnie w latach 1960-1961 był głównym zootechnikiem rejonowej inspekcji gospodarki rolnej i głównym zootechnikiem pokazowego gospodarstwa "Tojda". W 1960 został członkiem KPZR, był partyjnym organizatorem w gospodarstwach rolnych i w zarządzie kołchozowo-sowchozowym, kolejno (1963-1964) był instruktorem Wydziału Organów Partyjnych Woroneskiego Wiejskiego Komitetu Obwodowego KPZR, a w latach 1964-1965 zastępcą sekretarza komitetu partyjnego terytorialnego produkcyjnego zarządu kołchozowo-sowchozowego. W latach 1965–1970 był II sekretarzem Panińskiego Komitetu Rejonowego KPZR, w 1967 zaocznie ukończył aspiranturę przy Woroneskim Instytucie Rolniczym, później (1970-1978) był I sekretarzem Panińskiego Komitetu Rejonowego KPZR. W latach 1978–1979 instruktorem Wydziału Rolnego KC KPZR. W latach 1979–1984 był sekretarzem, a potem (1984-1985) II sekretarzem Komitetu Obwodowego KPZR w Briańsku. W latach 1985–1986 instruktorem KC KPZR, potem (1986-1987) zastępcą kierownika Wydziału Pracy Organizacyjno-Partyjnej KC KPZR. Od 10 stycznia 1987 do 7 czerwca 1990 był I sekretarzem Komitetu Obwodowego KPZR w Woroneżu, a od marca do listopada 1990 przewodniczącym Woroneskiej Rady Obwodowej, od 25 lutego 1986 do 2 lipca 1990 wchodził w skład Centralnej Komisji Rewizyjnej KPZR. W latach 1989–1991 był deputowanym ludowym ZSRR. Miał tytuł kandydata nauk ekonomicznych.

## Odznaczenia
- Order Lenina (1973)
- Order Rewolucji Październikowej (1987)
- Order Czerwonego Sztandaru Pracy (1976)
- Order „Znak Honoru” (1971)
- Medal 100-lecia urodzin Lenina (1970)